# Hoklo
De Hoklo of Hokkien zijn een Han-Chinees volk dat op boten leeft. Ze woonden in Zuid-Fujian. Later hebben zij zich verspreid en nu wonen ze ook in de provincie Guangdong en Taiwan. In Taiwan is 70% van de bevolking Hoklo. Dit volk spreekt het Hokkien, een dialect in het Zuidelijk Min.
De Hoklo leefden vroeger vooral van de visserij en woonden op boten aan de kust. Tegenwoordig leven ze net als de meeste Han-Chinezen gewoon in een huis. Sommige Hoklo die in Chaozhou woonden zijn later geïmmigreerd naar andere gebieden van China.

## Etymologie
De naam Hoklo kan in het Chinees geschreven woorden als:
- 福佬 (Taiwan-Hakka: Fuk-ló; verwijst naar Fujianezen)
- 河洛 (Zuidelijk Min: hô-lo̍k; verwijst naar hun oorspronkelijk woongebied beneden de Gele Rivier)
- 鶴佬 (officiële naam in Standaardmandarijn)
- 學佬 (Taiwan-Hakka: Ho̍k-ló; meestal gebruikt door Hakkanezen)
- 學老 (Taiwan-Hakka: Ho̍k-ló; meestal gebruikt door Hakkanezen)
- 歐駱
- 貉獠